# Lista siturilor arheologice din județul Vâlcea - M
Lista siturilor arheologice din județul Vâlcea - M conține toate siturile arheologice din județul Vâlcea înscrise în Repertoriul Arheologic Național (RAN) și aflate în localități al căror nume începe cu litera M. RAN este administrat de Ministerul Culturii și Patrimoniului Național și cuprinde date științifice, cartografice, topografice, imagini și planuri, precum și orice alte informații privitoare la zonele cu potențial arheologic, studiate sau nu, încă existente sau dispărute.
Puteți căuta un sit din localitățile care încep cu litera M folosind formularul de mai jos sau puteți naviga prin toate siturile din județ la Lista siturilor arheologice din județul Vâlcea.
| Cod RAN                                   | Denumire | Localitate                     | Adresă          | Datare      | Descoperit | Coordonate                                    | Imagine           | Erori            |
| ----------------------------------------- | --- | ------------------------------ | --------------- | ----------- | ---------- | --------------------------------------------- | ----------------- | ---------------- |
| 174076.01.01 (Cod LMI: VL-II-m-A-09805)   | Biserica"Cuvioasa Paraschiva", "Sfântul Nicolae"și "Sfinții Apostoli" de la Marița / ansamblu Biserica de lemn "Cuvioasa Paraschiva" (Categorie: structură de cult/religioasă) (Tip: Biserică de lemn)         | sat Marița, comuna Vaideeni    | Funduri         | 1556 - 1557 |            | 45°10′34″N 23°51′56″E / 45.17611°N 23.86555°E | Încărcați imagine | Raportați eroare |
| 174076.01.01 (Cod LMI: VL-II-m-A-09805)   | Biserica"Cuvioasa Paraschiva", "Sfântul Nicolae"și "Sfinții Apostoli" de la Marița / ansamblu Biserica de lemn "Cuvioasa Paraschiva" / complex anonim (Categorie: structură de cult/religioasă) (Tip: mormânt) | sat Marița, comuna Vaideeni    | Funduri         |             |            | 45°10′34″N 23°51′56″E / 45.17611°N 23.86555°E | Încărcați imagine | Raportați eroare |
| 173114.01.01 (Cod LMI: VL-I-m-B-09553.01) | Situl arheologic de la Mogești / ansamblu anonim (Categorie: locuire civilă) (Tip: Așezare) | sat Mogești, comuna Slătioara  | Sacoți          |             |            |                                               | Încărcați imagine | Raportați eroare |
| 173114.01.02 (Cod LMI: VL-I-m-B-09553.02) | Situl arheologic de la Mogești / ansamblu anonim (Categorie: locuire civilă) (Tip: Așezare) | sat Mogești, comuna Slătioara  | Sacoți          |             |            |                                               | Încărcați imagine | Raportați eroare |
| 171076.03 (Cod LMI: VL-IV-m-B-10037)      | Cruce de piatră de la Mateești (Categorie: structură de cult/religioasă) (Tip: cruce) | sat Mateești, comuna Mateești  | Str. Principală | 1778        |            |                                               | Încărcați imagine | Raportați eroare |
| 171076.01.03 (Cod LMI: VL-I-m-B-09549.03) | Situl arheologic de la Mateești / ansamblu anonim (Categorie: locuire) (Tip: Punct fosilifer) | sat Mateești, comuna Mateești  |                 |             |            |                                               | Încărcați imagine | Raportați eroare |
| 171076.01.01 (Cod LMI: VL-I-m-B-09549.02) | Situl arheologic de la Mateești / ansamblu anonim (Categorie: locuire) (Tip: Punct fosilifer) | sat Mateești, comuna Mateești  |                 |             |            |                                               | Încărcați imagine | Raportați eroare |
| 171076.01.02 (Cod LMI: VL-I-m-B-09549.01) | Situl arheologic de la Mateești / ansamblu anonim (Categorie: locuire) (Tip: Așezare) | sat Mateești, comuna Mateești  |                 | geto-dacică |            |                                               | Încărcați imagine | Raportați eroare |
| 171389.01.01 (Cod LMI: VL-I-m-B-09550.02) | Situl arheologic de la Măgura / ansamblu anonim (Categorie: locuire civilă) (Tip: Așezare) | sat Măgura, comuna Mihăești    |                 | geto-dacică |            |                                               | Încărcați imagine | Raportați eroare |
| 171389.01.02 (Cod LMI: VL-I-m-B-09550.01) | Situl arheologic de la Măgura / ansamblu anonim (Categorie: locuire civilă) (Tip: Așezare) | sat Măgura, comuna Mihăești    |                 |             |            |                                               | Încărcați imagine | Raportați eroare |
| 170756.01.01 (Cod LMI: VL-I-m-B-09551.02) | Situl arheologic de la Măldărești / ansamblu anonim (Categorie: locuire) (Tip: Așezare) | sat Măldărești, comuna Lădești |                 |             |            |                                               | Încărcați imagine | Raportați eroare |
| 170756.01.02 (Cod LMI: VL-I-m-B-09551.01) | Situl arheologic de la Măldărești / ansamblu Val de pământ (Categorie: locuire) (Tip: Fortificație) | sat Măldărești, comuna Lădești |                 |             |            |                                               | Încărcați imagine | Raportați eroare |
| 173105.01.01 (Cod LMI: VL-I-m-B-09552.02) | Situl arheologic de la Milostea / ansamblu anonim (Categorie: locuire civilă) (Tip: Așezare) | sat Milostea, comuna Slătioara |                 |             |            |                                               | Încărcați imagine | Raportați eroare |
| 173105.01.02 (Cod LMI: VL-I-m-B-09552.01) | Situl arheologic de la Milostea / ansamblu anonim (Categorie: locuire civilă) (Tip: Necropolă tumulară de incinerație)                                                                                         | sat Milostea, comuna Slătioara |                 |             |            |                                               | Încărcați imagine | Raportați eroare |
| 173105.02.01                              | Așezarea de la Milostea / ansamblu anonim (Categorie: locuire civilă) (Tip: Așezare) | sat Milostea, comuna Slătioara |                 |             |            |                                               | Încărcați imagine | Raportați eroare |